# Gabriel Knesowitsch
Gabriel Knesowitsch (Guarapuava, 18 ottobre 2003) è un calciatore brasiliano, difensore del Mirassol in prestito dal Cuiabá.

## Carriera
Gabriel è cresciuto nel settore giovanile del Londrina, con cui ha debuttato il 26 febbraio 2022 nell'incontro del Campionato Paranaense perso 2-1 contro il Rio Branco-PR. La stagione successiva si è affermato come un giocatore chiave nella difesa del club biancoazzurro, con cui ha giocato 47 partite e segnato 4 reti.
L'11 gennaio 2024 è stato acquistato a titolo definitivo dal Cuiabá.

## Statistiche

### Presenze e reti nei club
Statistiche aggiornate all'8 dicembre 2024.
| Stagione        | Squadra         | Campionato      | Campionato | Campionato | Coppe nazionali | Coppe nazionali | Coppe nazionali | Coppe continentali | Coppe continentali | Coppe continentali | Altre coppe | Altre coppe | Altre coppe | Totale | Totale | Totale |
| Stagione        | Squadra         | Comp            | Pres       | Reti       | Comp            | Pres            | Reti            | Comp               | Pres               | Reti               | Comp        | Pres        | Reti        | Pres   | Reti   |        |
| --------------- | --------------- | --------------- | ---------- | ---------- | --------------- | --------------- | --------------- | ------------------ | ------------------ | ------------------ | ----------- | ----------- | ----------- | ------ | ------ | ------ |
| 2022            | Londrina        | A1/PR+B         | 1+2        | 0          | CB              | 0               | 0               | -                  | -                  | -                  | -           | -           | -           | 3      | 0      |        |
| 2023            | Londrina        | A1/PR+B         | 11+32      | 0+4        | CB              | 1               | 0               | -                  | -                  | -                  | -           | -           | -           | 44     | 4      |        |
| Totale Londrina | Totale Londrina | Totale Londrina | 46         | 4          |                 | 1               | 0               |                    | 0                  | 0                  |             | -           | -           | 47     | 4      |        |
| 2024            | Cuiabá          | PD/MT+A         | 2+5        | 0          | CB              | 1               | 0               | CS                 | 1                  | 0                  | CV          | 0           | 0           | 9      | 0      |        |
| Totale carriera | Totale carriera | Totale carriera | 51         | 4          |                 | 2               | 0               |                    | 1                  | 0                  |             | 0           | 0           | 6      | 0      |        |

## Palmarès

### Club

#### Competizioni statali
- Campionato Matogrossense: 2

Cuiabá: 2024